# Sonny Simmons

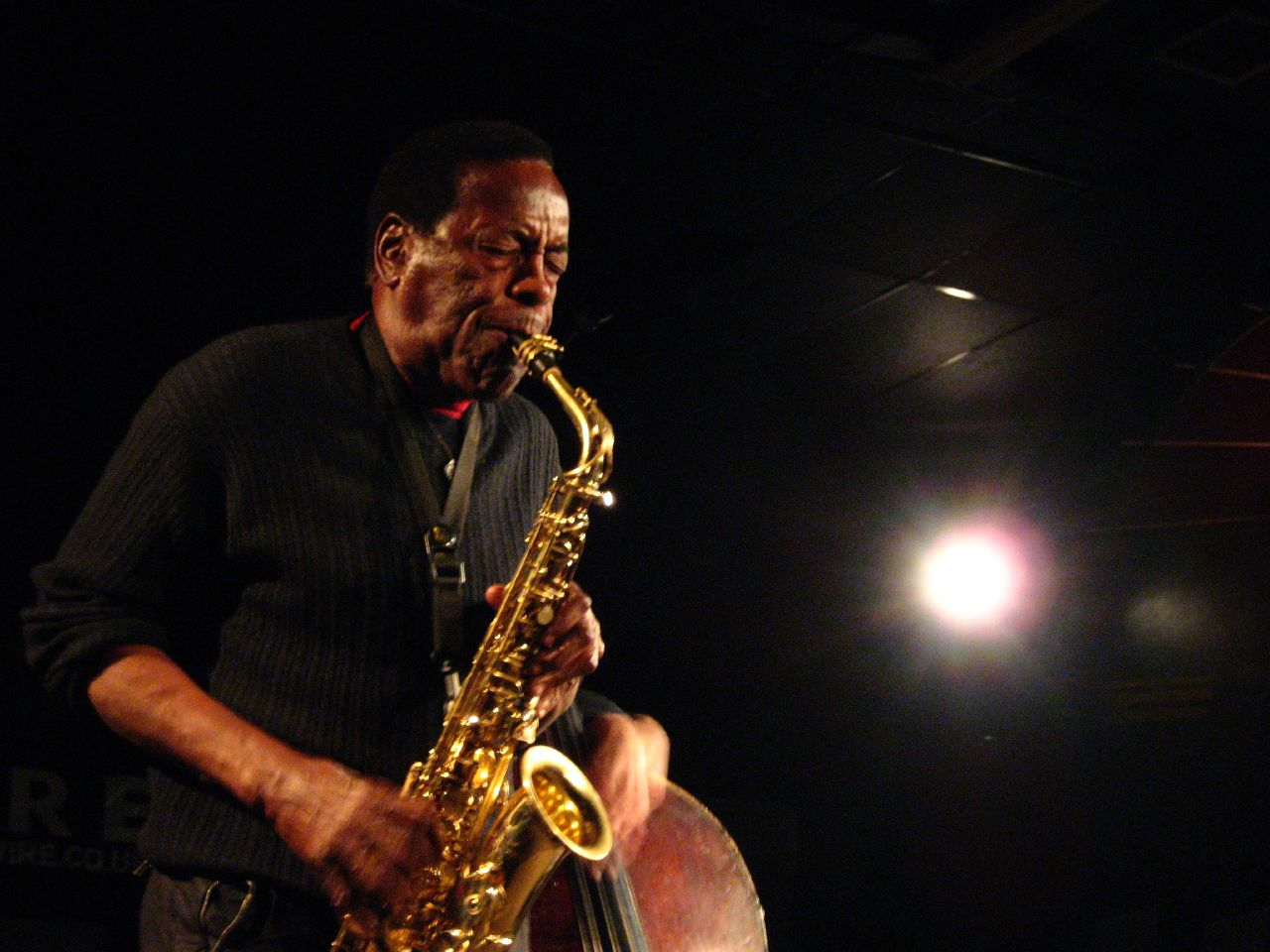
Sonny Simmons

Huey „Sonny“ Simmons (* 4. August 1933 in Sicily Island, Louisiana; † 6. April 2021) war ein US-amerikanischer Jazzmusiker (Alt- und Tenorsaxophon, Englischhorn).

## Leben und Wirken
Simmons ist der Sohn eines Pfarrers, der Schlagzeug spielte, und einer Chorsängerin. Er begann mit sieben Jahren Englischhorn zu lernen, wechselte dann mit 16 unter dem Eindruck der Musik Charlie Parkers zum Altsaxophon. Er arbeitete zunächst in Rhythm-and-Blues-Bands, bevor er mit Sonny Stitt, Cal Tjader oder Dexter Gordon spielte. 1961 sammelte er Erfahrungen in der Band von Charles Mingus (u. a. gemeinsam mit Rahsaan Roland Kirk). 
In den nächsten Jahren wirkte er an Aufnahmen von Elvin Jones und Jimmy Garrison sowie Eric Dolphy (Musical Prophet: The Expanded 1963 New York Studio Sessions) mit. 1962 gründete er gemeinsam mit Prince Lasha eine Band, die mit Bobby Hutcherson, Gary Peacock und Charles Moffett senior als „Firebirds“ bekannt wurde. Anschließend wurde seine Frau, die Trompeterin Barbara Donald, seine wichtigste musikalische Partnerin. Daneben spielte er auch im Orchester von Sam Rivers, bei Pharoah Sanders und bei Marvin Gaye. Zeitweiligen Rückzügen von der Szene wegen Kindererziehung und der Tätigkeit in besser ernährenden Berufen folgte nach der Scheidung 1979 das Album „Backwoods Suite“ (1982).
Nach einer Zeit der Obdachlosigkeit und Tätigkeit als Straßenmusiker wurde Simmons 1994 von der Jazzclubbesitzerin Geraldine Postel wiederentdeckt. Er trat in ihrem Club und auf europäischen Festivals auf und nahm das von der Kritik hochgelobte Album Ancient Ritual (1994) auf.  Platten mit Reggie Workman, Cindy Blackman, Anthony Braxton und Horace Tapscott (Among Friends) folgten. Anfang der 2000er Jahre gründete er mit James Carter, William Parker, Jay Rosen, Karen Borca und Michael Marcus die Formation The Cosmonautics, mit der er mehrere Alben (u. a. für das Label Boxholder) einspielte. 2013 legte er das Soloalbum Out into the Andromeda vor. Im Bereich des Jazz war er laut Tom Lord zwischen 1962 und 2014 an 70 Aufnahmesessions beteiligt, zuletzt mit Nomadic (2014), einem gemeinsamen Album mit der Formation Moksha Samnyasin.

## Lexikalischer Eintrag
- Martin Kunzler: Jazz-Lexikon. Band 1: A–L (= rororo-Sachbuch. Bd. 16512). 2. Auflage. Rowohlt, Reinbek bei Hamburg 2004, ISBN 3-499-16512-0, S. 1224f.